# Carrozzeria Allemano

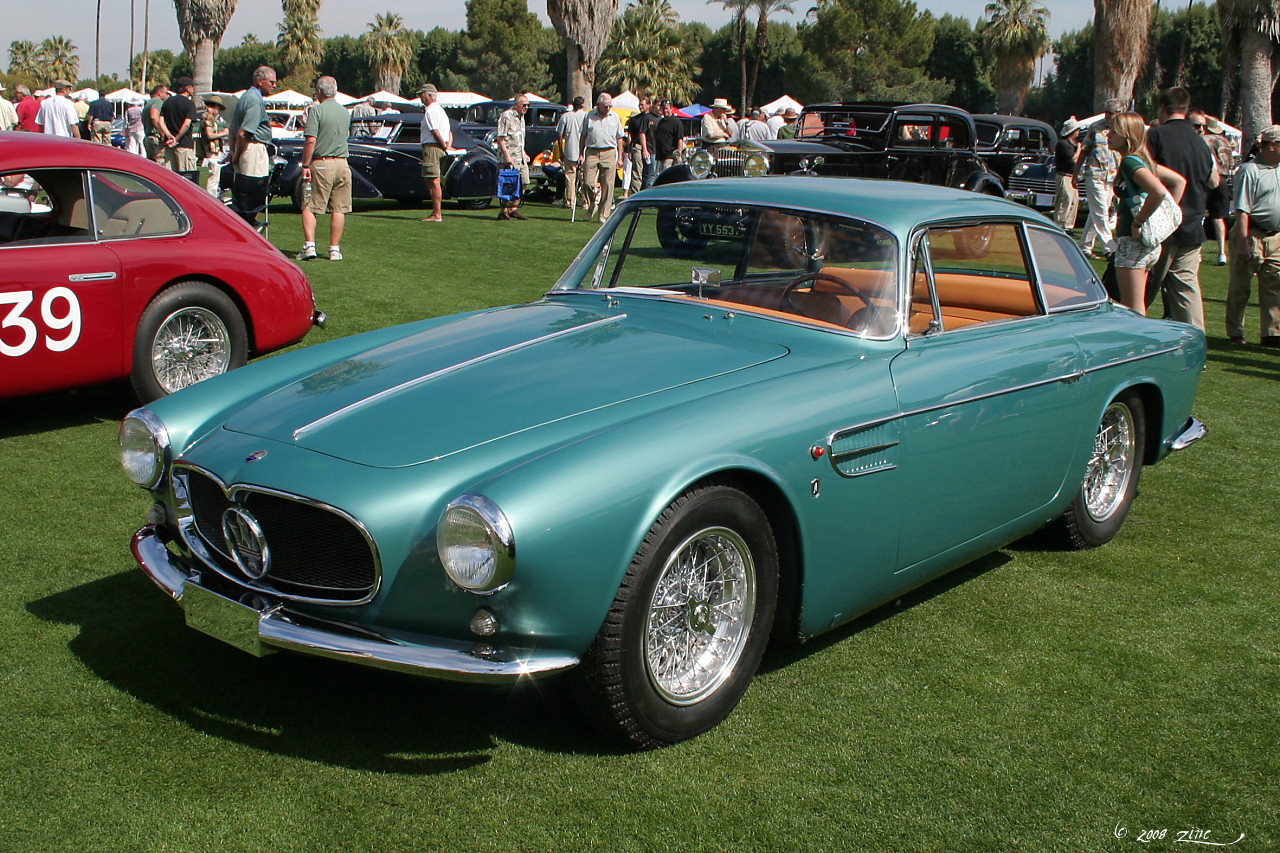
Maserati A6G 2000 1956 med Allemano-kaross.

Carrozzeria Allemano var en italiensk karossmakare med verksamhet i Turin.
Företaget startades 1928 av Serafino Allemano.  Under 1950-talet samarbetade Allemano bland annat med Giovanni Michelotti och byggde karosser åt Fiat och Maserati. Ett av företagets sista uppdrag blev att bygga karossen till ATS 2500 GT, innan verksamheten upphörde 1965.